# Dietmar Lorenz
Dietmar Lorenz (n. 23 septembrie 1950, Schleiz, Republica Democrată Germană, Germania – d. 8 septembrie 2021, Berlin, Germania) a fost un judocan german, medaliat olimpic. A participat la 2 ediții ale Jocurilor Olimpice (1976, 1980) în care a câștigat o medalie de aur și o medalie de bronz.